# Ustavni sud Bosne i Hercegovine
Ustavni sud Bosne i Hercegovine je tijelo sudske vlasti u BiH. Formiran je temeljem Članka VI. Ustava Bosne i Hercegovine. Istim člankom uređene su ovlasti i unutarnji ustroj suda.

## Sastav
Sastav Ustavnog suda čine domaći i inozemni pravni eksperti: četiri člana delegira Zastupnički dom Parlamenta Federacije BiH, dva Narodna skupština Republike Srpske, a tri inozemna sudca imenuje predsjedatelj  Europskog suda za ljudska prava. Sve donesene odluke publiciraju se u Službenom glasniku Bosne i Hercegovine, entitetskim službenim glasilima, te u Službenom glasniku Distrikta Brčko. Sjedište suda je u Sarajevu, a aktualna predsjedateljica Ustavnog suda je gospođa Seada Palavrić.

## Poveznice
- Daytonski sporazum

## Vanjske poveznice
- O sudu  Arhivirana inačica izvorne stranice od 17. listopada 2007. (Wayback Machine)